# اي في جي بي سي تيون أب
يعد اي في جي تيون أب (بالإنجليزية: AVG PC TuneUp)‏، والذي كان يُطلق عليه سابقًا اي في جي بي سي تيون أب، أو تيون أب يوتيليتيز ، مجموعة برامج مساعدة لأنظمة مايكروسوفت ويندوز مصممة للمساعدة في إدارة نظام الكمبيوتر وصيانته وتحسينه وتكوينه واستكشاف الأخطاء فيه وإصلاحها. تم إنتاجه وتطويره بواسطة تيون أب سوفت وير جي ام بي اتش. يقع المقر الرئيسي لشركة تيون أب سوفتوير في دارمشتات بألمانيا، وشارك في تأسيسها تيبور شيمان وكريستوف لومان في عام 1997.  في عام 2011، استحوذت شركة إيه في جي مضاد الفيروسات على تيون أب سوفتوير.  ثم استحوذت أفاست على إيه في جي للتقنية في عام 2016.
اعتبارًا من عام 2018، تم إصدار ثمانية عشر إصدارًا رئيسيًا من تيون أب يوتيليتيز. حققت تيون أب يوتيليتيز مراجعات إيجابية بشكل عام، على الرغم من أن العديد من المراجعين لم يوافقوا على سعرها مقابل القيمة.

## الميزات
يحتوي برنامج اي في جي بي سي تيون أب على ميزات لصيانة الكمبيوتر الشخصي والتحسين والتحديثات وإخلاء مساحة على القرص الصلب وإلغاء تثبيت التطبيقات غير المرغوب فيها. تزيل أداة «الصيانة التلقائية» ملفات تعريف الارتباط للتتبع وملفات ذاكرة التخزين المؤقت والملفات القديمة من التطبيقات التي تمت إزالتها وتصلح مشكلات سجل ويندوز. «وضع السكون» الخاص بـ بي سي تيون أب يضع عمليات الخلفية في وضع السكون لحين الحاجة إليها لتقليل العبء على موارد الكمبيوتر. بي سي تيون أب يوفر أيضًا إلغاء التثبيت، لإزالة البرامج غير المرغوب فيها مثل سخام البرمجيات ومحدِّث البرامج الذي يقوم بتثبيت أحدث التصحيحات أو التحديثات. تعمل أدوات منظف القرص ومنظف المتصفح على إزالة ملفات التثبيت وملفات النظام المؤقتة وذاكرة التخزين المؤقت للمتصفح والملفات الأخرى.

## تطوير
تم إطلاق الإصدار الأول من البرنامج، تيون أب 97، في عام 1997. تم إصدار إصدارات جديدة على مر السنين منذ ذلك الحين.
| نظام التشغيل                                      | أقدم نسخة | أحدث نسخة |
| ------------------------------------------------- | --------- | --------- |
| نظام التشغيل ويندوز 95                            | 97        | 2003      |
| نظام التشغيل ويندوز 98                            | 97        | 2007      |
| ويندوز ام اي                                      | 2003      | 2007      |
| نظام التشغيل ويندوز 2000                          | 2003      | 2008      |
| ويندوز إكس بي مع حزمة الخدمة سيرفيس باك 1 أو سابق | 2003      | 2008      |
| ويندوز إكس بي مع حزمة الخدمة سيرفيس باك 2 أو أحدث | 2009      | 2014      |
| نظام التشغيل ويندوز إكس بي بروفيشنال x64 اديشن    | 2006      | 2014      |
| نظام التشغيل ويندوز فيستا                         | 2007      | 2014      |
| ويندوز 7                                          | 2010      | 2015      |
| ويندوز 8                                          | 2013      | 2015      |
| نظام التشغيل ويندوز 10                            | 2015      | 2018      |

تيون أب يوتيليتيز 2003النسخة الأولى متاحة باللغة الإنجليزية والفرنسية والألمانية. يتكون من 16 أداة فردية يمكن الوصول إليها من خلال ستارت سنتر، بالإضافة إلى قائمة ابدأ في ويندوز. يتضمن ميزات لتنظيف الأقراص الثابتة وتنظيف سجل ويندوز وإلغاء تجزئته وتحسين إعدادات اتصال ويندوز والإنترنت وتغيير شكل ومظهر ويندوز. كما يوفر ميزات التي تستهدف المستخدمين مع مستوى متوسط أو متقدم من المعرفة الكمبيوتر التي تمكنهم من تحرير التسجيل وإدارة تشغيل العمليات، إلغاء تثبيت البرامج، أجاد والحذف الملفات، ونظام عرض المعلومات. بالإضافة إلى نظامي التشغيل ويندوز 95 وويندوز 98 المدعومين مسبقًا، تدعم تيون أب يوتيليتيز 2003 أيضًا أنظمة التشغيل ويندوز 2000 وام اي وويندوز إكس بي.
تيون أب يوتيليتيز 2004قدم إصدار عام 2004 تيون أب وان كليك مينتننس وتيون أب وين ستيلر (سابقاً تيون أب ستيلر). ويتضمن أيضًا دعم عملية إلغاء التجزئة والتسجيل لنظامي لتشغيل ويندوز 2000 وإكس بي.
تيون أب يوتيليتيز 2006في تيون أب يوتيليتيز 2006، تمت إضافة أدوات التحسين والتخصيص وتنظيف القرص التي تدعم متصفح فايرفوكس. تمت إضافة ميزة حيث يعرض تيون أب ستارت اب مانجر تصنيفًا تحريريًا وتوضيحات حول البرامج المعروفة التي تبدأ أثناء بدء تشغيل الكمبيوتر. تيون أب ستيلر، في هذا الإصدار، قادر على تغيير شعار التمهيد لنظام التشغيل ويندوز إكس.
تيون أب يوتيليتيز 2007تميز برنامج تيون أب يوتيليتيز 2007 بمكونين جديدين: برنامج تيون أب ديسك دكتور وتيون أب ديسك سبيس إكسبلور. تيون أب يوتيليتيز 2007 يدعم أيضًا نظام التشغيل ويندوز فيستا.
تيون أب يوتيليتيز 2008يتضمن إصدار 2008 مكونين آخرين: تيون أب درايف ديفراج وتيون أب درايف ديفراج.
تيون أب يوتيليتيز 2009في إصدار 2009، أضاف ستارت سنتر قسمًا جديدًا يحلل النظام ثم يعرض الحالة الحالية بالإضافة إلى التوصيات المتاحة (إن وجدت) في ثلاثة مجالات: صيانة النظام والسرعة وحالة النظام. قدم هذا الإصدار تيون أب سبيد أوبتيمايزاشن (أعيدت تسميته سبيد اب أوبتيمايز في الإصدارات اللاحقة) و TuneUp Shortcut Cleaner. يمكن لأداة TuneUp Styler المضافة في هذا الإصدار تغيير الرسوم المتحركة لشعار ويندوز فيستا المعروضة أثناء بدء التشغيل.
تيون أب يوتيليتيز 2010أضاف برنامج تيون أب يوتيليتيز 2010 التوافق مع ويندوز 7. يسمح وضع تيربو الجديد الذي تم تقديمه في هذا الإصدار للمستخدم بتعطيل وظائف الخلفية المتعددة لنظام ويندوز والبرامج بنقرة واحدة، مثل ويندوز إرو أو بحث ويندوز أو ويندوز ايرور ريبورت أو المزامنة مع الأجهزة المحمولة. هذا الإصدار قدم أيضًا تيون أب لايف أوبتيمايزاشن.
تيون أب يوتيليتيز 2011في عام 2011 تمت إضافة معطل برنامج تيون أب. يمكن لـ دي اكتيفيتور تعطيل البرامج التي تفرض حملًا كبيرًا على النظام، وبالتالي التخلص من الحمل دون إلغاء تثبيت البرامج. إذا حاول المستخدم بدء تشغيل برنامج معطل مرة أخرى، يقوم تيون أب برنامج دي اكتيفيتور تلقائيًا بإعادة تمكين البرنامج أثناء التنقل. وظيفة جديدة لتصنيف البرامج في هذا الإصدار توضح كيف قام مستخدمو تيون أب يوتيليتيز الآخرين بتقييم فائدة برنامج معين على مقياس من 1 إلى 5 نجوم. يشتمل مركز البدء أيضًا على حالة التوليف، والتي تتعقب وتعرض تقدم التحسين وتبرز المناطق التي بها إمكانات تحسين متبقية.
تيون أب يوتيليتيز 2012قدم إصدار 2012 وضع اقتصادي جديد يساعد، عند تمكينه، في توفير طاقة بطارية الحاسوب.
تيون أب يوتيليتيز 2013في عام 2013، تم تحسين البرنامج في مجال تنظيف القرص وتحسين الأداء عبر برنامج دي اكتيفيتور ولايف أوبتيمايزاشن. تمت إضافة دعم ويندوز 8.
تيون أب يوتيليتيز 2014قدم إصدار 2014 من تيون أب يوتيليتيز برنامج دوبليكيت فيندر وويندوز 8.1 اب كلينر وفلايت مود. تم أيضًا تحسين واجهة المستخدم ومنظف القرص وتحديثات التنظيف التلقائي.
تيون أب يوتيليتيز 2015مع إصدار 2015، تم دمج تيون أب يوتيليتيز مع اي في جي بي سي تيون أب المتطابق تقريبًا.
تيون أب يوتيليتيز 2017أدى إصدار 2017 إلى تحسين الترخيص، بحيث يمكن تثبيت البرنامج على عدد غير محدود من أجهزة الكمبيوتر في نفس المنزل. كما قدمت أيضًا أداة تحديث تلقائية للبرامج تتحقق من وجود إصدارات أحدث من البرامج المثبتة على الكمبيوتر.
تيون أب يوتيليتيز 2018أضاف إصدار 2018 واجهة مستخدم محسّنة وأدوات جديدة لإلغاء التثبيت.
تيون أب يوتيليتيز 2019أضاف إصدار 2019 إحصائيات جديدة وميزة ديسك دكتور لمسح وإصلاح أخطاء محرك الأقراص الثابتة على أجهزة كمبيوتر المستخدمين.